# Blang Panyang (Simpang Mamplam)
Blang Panyang is een bestuurslaag in het regentschap Bireuen van de provincie Atjeh, Indonesië. Blang Panyang telt 814 inwoners (volkstelling 2010).